# Deklinatorium

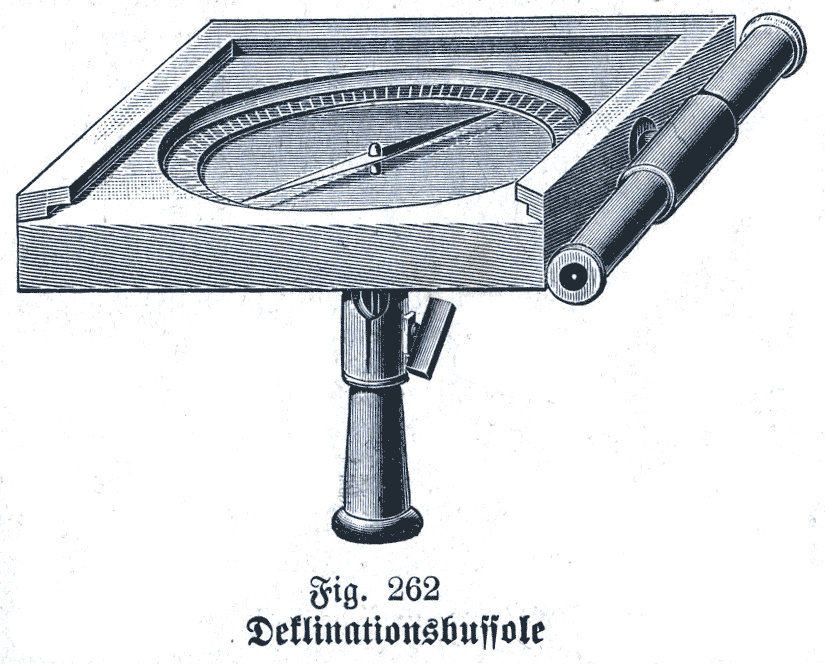
Deklinationsbussole

Das Deklinatorium (lat., auch Deklinatorium Magneticum oder Deklinationsbussole) ist ein historisches Messinstrument. Es besteht aus einer an einem feinen Faden hängenden oder auf einem Zentralzapfen angebrachten Magnetnadel in einem Holzkästchen, an dem an beiden Enden verglaste Öffnungen angebracht sind. Gemessen werden die spezifischen Schwingungen, die bei Entfernung der Nadel aus der ausgependelten Lage an unterschiedlichen Orten zu unterschiedlichen Zeiten wahrnehmbar sind. Dazu ist ein Faden in Längsrichtung gespannt.
Eine technische Anwendung fand das Deklinatorium in der Bestimmung der Richtung des magnetischen Erdfeldes und der damit verbundenen Abweichung (Deklination) der geografischen von der magnetischen Nordrichtung. Es wurde um 1770 von Georg Friedrich Brander konstruiert. Das Deklinatorium wurde von Alexander von Humboldt auf seiner Amerikareise (1799–1804) eingesetzt. 1832 entwickelte es Carl Friedrich Gauß zum Magnetometer weiter.

## Literarisch
„(...) die Gegenwart ist für nichts als den Magen des Menschen gemacht; die Vergangenheit besteht aus der Geschichte, die wieder eine zusammengeschobene, von Ermordeten bewohnte Gegenwart, und bloß ein Deklinatorium unsrer ewigen waagrechten Abweichungen vom kalten Pole der Wahrheit, und ein Inklinatorium unsrer senkrechten von der Sonne der Tugend ist (...)“